# پستینا
پستینا (به آلمانی: Adelsberg)  در اسلوونی با جمعیت ۹٬۱۸۹ نفر است که در inner carniola واقع شده‌است.